# 死刑執行五分前
『死刑執行五分前』（しけいしっこうごふんまえ）は、1981年にテレビ朝日系「土曜ワイド劇場」で放送されたテレビドラマ。主演は若山富三郎。

## キャスト
- 岩村彦太郎（元刑事） - 若山富三郎
- 岩村とき子（岩村の妻） - 中村玉緒
- 大場奈三子（平井建設社長秘書） - 紀比呂子
- 岩村信之（岩村の長男・平井建設勤務） - 高岡健二
- 木島孫作（料理屋店主・元刑事） - 花沢徳衛
- 平井剛造（平井建設社長） - 内田朝雄
- 刑事課長 - 遠藤太津朗
- 清一郎（平井建設専務） - 有川博
- キョウコ（平井建設社員・信之の同僚） - 田中綾
- 長谷川弘、守田学哉、林彰太郎、藤沢薫、川本勝之、水谷亜希子、宮嶋真理子、沢かをり、小田部通麿、日尾孝司、志摩靖彦、中村錦司、丹治勤、滝洸一郎、高山成夫、久保政行、赤羽根明、山村弘三、岡嶋艶子、有島淳平、赤塚歩、秋山勝俊、峰蘭太郎、疋田泰盛、高谷舜二、波多野博、三村敬三

## スタッフ
- 原案 - 比佐芳武
- 脚本 - 高橋稔
- 監督 - 荒井岱志
- 音楽 - 大野正雄
- プロデューサー - 篠塚正秀、仲川利久
- 制作 - 朝日放送テレビ、東映

## 備考
- この翌年の1982年も若山富三郎と中村玉緒の主演コンビで『息子の心が見えない・ガソリンスタンド殺人事件』（放送日∶1982年1月23日／原作∶ウィリアム・アイリッシュ／脚本∶廣澤榮／音楽∶鏑木創／監督∶瀬川昌治／制作∶朝日放送、国際放映）が制作、放送された。（※設定は異なるが、老刑事とその妻が息子の苦悩を描いている点では同じである。）